# Terminátor: Temný osud
Terminátor: Temný osud (v anglickém originále Terminator: Dark Fate) je americký sci-fi film ze série filmů o Terminátorovi. Dějově navazuje na film Terminátor 2: Den zúčtování z roku 1991. Pokračování, jež režíroval Tim Miller, vzniklo v roce 2019. Scénář k filmu sepsali Billy Ray, David S. Goyer a Justin Rhodes. Stopáž filmu je 128 minut.

## Obsazení
| Natalia Reyes         | Dani Ramosová   |
| Mackenzie Davisová    | Grace           |
| Linda Hamilton        | Sarah Connorová |
| Brett Azar            | T-800           |
| Arnold Schwarzenegger | T-800           |

## Děj filmu
Po dvaceti letech od děje ve filmu Terminátor 2: Den zúčtování je vyslán do minulosti další Terminátor, moderní Rev-9 (Gabriel Luna), s úkolem zabít Dani Ramosovou (Natalia Reyes), která žije poklidný život se svým bratrem a otcem v Mexico City. Na její ochranu byla vyslána také Grace (Mackenzie Davisová), jenž je vylepšená superbojovnice z budoucnosti. Aby se podařilo Grace splnit její úkol, musí spojit síly také se Sarah Connorovou (Linda Hamilton) a se starším Terminátorem T-800 (Arnold Schwarzenegger).